# Área de conservación de Imeong
Área de conservación de Imeong es una zona de aproximadamente 1.250 metros cuadrados situada en el oeste de Palaos.
El área incluye varios tipos de ecosistemas múltiples, incluyendo selva, sabana y manglares. También contiene los puntos más altos de la isla que crean importantes sistemas de drenaje de la parte occidental de la misma. No solo protege las maravillas naturales de la zona, también se busca proteger los sitios culturales importantes que la rodean.